# يوجين بلاتون
يوجين بلاتون (بالروسية: Евгений Васильевич Платон)‏ هو متسابق يخت روسي، ولد في 17 نوفمبر 1959.